# Via Quattro Novembre
Via Quattro Novembre, talvolta riportata come via IV Novembre, è una strada carrabile sita nel centro storico di Roma che collega piazza Santi Apostoli con via Nazionale. Inscritta interamente nel territorio del Municipio I, attraversa i rioni Monti e Trevi.
La strada è dedicata alla data del 4 novembre, giorno di promulgazione del Bollettino della Vittoria ed in seguito Giornata dell'Unità Nazionale e delle Forze Armate nonché giorno di commemorazione del Milite Ignoto.

## Storia
Nell'ambito della forte spinta urbanistica del XIX secolo fu realizzata un'ampia arteria stradale per collegare l'area delle terme di Diocleziano e l'erigenda stazione Termini a piazza Venezia, percorso poi proseguito con la realizzazione di corso Vittorio Emanuele II fino al Tevere ed al rione Prati. Alla nuova importantissima strada, la cui costruzione era già iniziata sotto lo Stato Pontificio e fu portata a termine dopo la presa di Roma, fu dato il nome di via Nazionale.
Successivamente, nel 1916, il tratto finale tra piazza Santi Apostoli e piazza Venezia fu dedicato all'irredentista Cesare Battisti, mentre nel 1918, poco meno di un mese dopo dalla fine della prima guerra mondiale, il tratto compreso tra largo Magnanapoli e piazza Santi Apostoli fu dedicato alla giornata del 4 novembre, in memoria della proclamazione del Bollettino della Vittoria da parte del maresciallo Armando Diaz, poi riportato anche sul Vittoriano.
Nel corso del 2019 il manto stradale in sampietrini è stato sostituito dall'asfalto, sebbene la caratteristica pavimentazione romana sia stata mantenuta ai bordi della carreggiata.

## Caratteristiche
Si tratta di una strada carrabile a quattro corsie di marcia con pavimentazione in asfalto bordato da sampietrini mentre i marciapiedi sono pavimentati con lastroni. Da piazza Santi Apostoli a via Nazionale le intersezioni sono:
- Piazza Santi Apostoli;
- Via di Sant'Eufemia;
- Via della Pilotta;
- Via delle Tre Cannelle;
- Via Magnanapoli;
- Largo Magnanapoli;
- Largo Angelicum;
- Via Panisperna;
- Via Nazionale;
- Via Ventiquattro Maggio.

## Monumenti e luoghi d'interesse

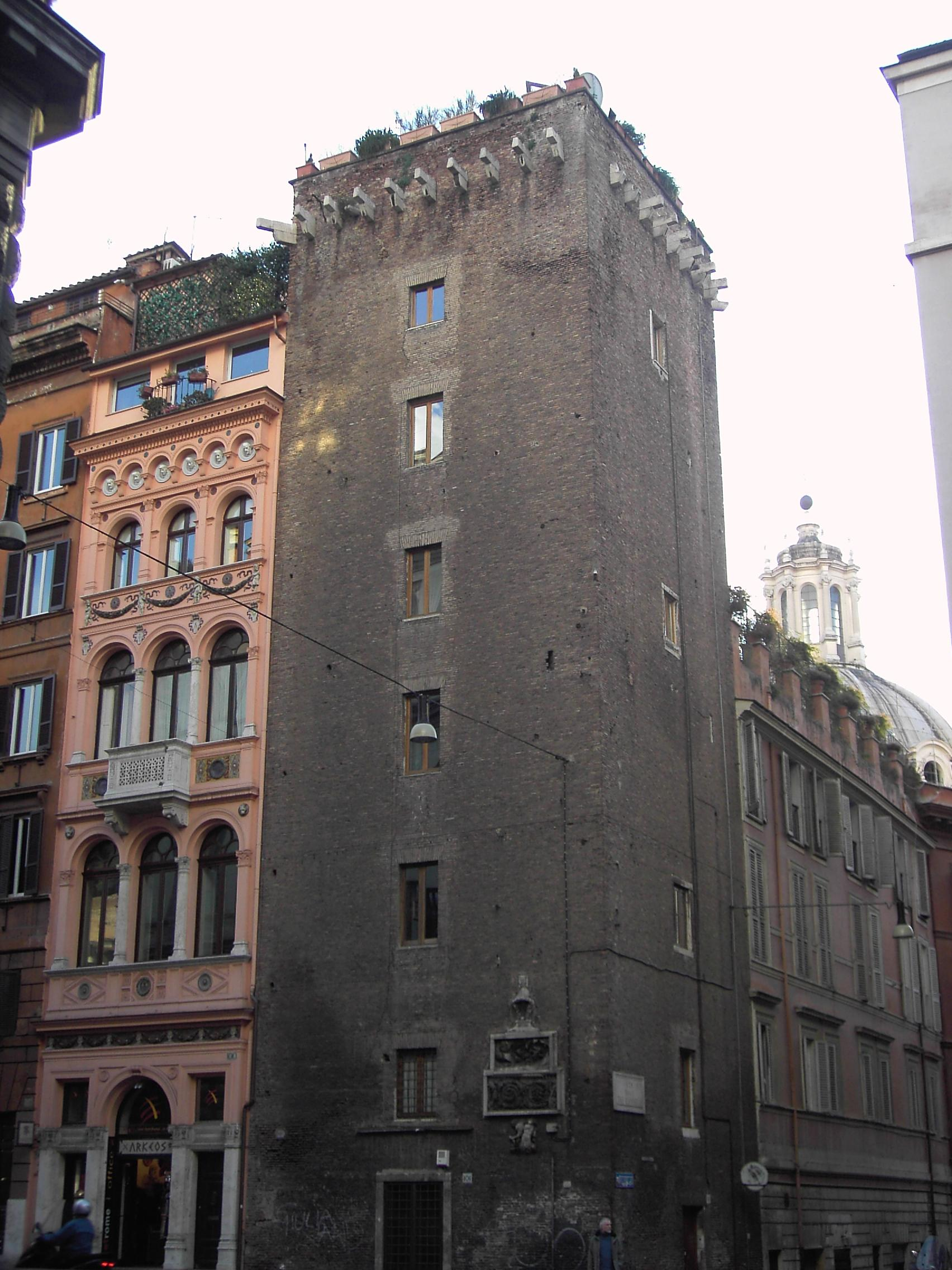
Torre dei Colonna e, a sinistra, casa Rubboli

- Casa Rubboli, costruita a ridosso della torre dei Colonna;[4]
- Chiesa evangelica valdese in Trevi, realizzata tra il 1883 ed il 1884 si tratta di una delle due chiese evangeliche valdesi di Roma, insieme al tempio di piazza Cavour;
- Chiesa di Santa Caterina a Magnanapoli, chiesa cattolica barocca realizzata tra il 1628 ed il 1641 ai piedi della torre delle Milizie;
- Mercati di Traiano, complesso archeologico parte del foro di Traiano e risalente al II secolo; dal 2007 ospita il museo comunale dei Fori Imperiali;
- Palazzo Ceva, anche noto come "il Viscontino", si tratta di un palazzo nobiliare del XVIII secolo sorto sui mercati di Traiano che ha ospitato in passato le suore adoratrici del Santissimo Sacramento, poi una scuola elementare ed infine una scuola media statale;
- Palazzo Colonna, sito all'altezza di piazza Santi Apostoli, si tratta di un ampio palazzo nobiliare risalente almeno al XIV secolo che ospita delle residenze private, la galleria Colonna ed il museo delle cere di Roma;
- Palazzo INAIL, sorto sul Teatro Drammatico Nazionale;
- Palazzo Pignatelli, costruito nel XVII secolo come dimora del cardinale Antonio Pignatelli, poi divenuto papa Innocenzo XII;
- Palazzo Valentini, sito al civico 119/A è una residenza nobiliare del XVI secolo poi adibita a sede della prefettura e della provincia di Roma, quest'ultima poi sostituita dalla città metropolitana di Roma Capitale. Al suo interno ospita i resti di alcune domus romane;
- Torre dei Colonna, nota anche come torre Carbonis, fu realizzata nel XII secolo da Gildo Carboni;[5]
- Torre delle Milizie, celebre torre del XIII secolo dalla quale, secondo la tradizione popolare, l'imperatore Nerone avrebbe ammirato il grande incendio di Roma del 64.